# Řezenské knížecí biskupství
Řezenské knížecí biskupství (německy Fürstbistum Regensburg; Hochstift Regensburg) byl drobný církevní stát ve Svaté říši římské. Knížecí biskupství bylo vytvořeno ve 13. století, což také znamenalo, že se řezenský biskup stal říšským knížetem a získal místo na říšském sněmu. Území státu nezahrnovalo celou Řezenskou diecézi, která byla podstatně větší. Hlavním městem bylo Řezno, které se později stalo samostatným říšským městem a biskupům v Řezně zůstala pouze katedrála. V roce 1803 bylo knížecí biskupství převedeno na nové Řezenské arcibiskupství, které bylo povýšeno na církevní kurfiřtství, ale krátce na to bylo přetvořeno v Řezenské knížectví, do něhož bylo začleněno také říšské město.